# Показатель качества
Показатель качества (продукции) — это количественная характеристика одного или нескольких свойств продукции, входящих в её качество, рассматриваемая применительно к определённым условиям её создания и эксплуатации или потребления.
Каждая продукция обладает своей номенклатурой показателей, которая зависит от назначения продукции, условий её производства и эксплуатации и многих других факторов. Показатель качества может выражаться в различных физических единицах измерения (например, секунда, метр, м², м³, км/ч, грамм, вольт, ватт, и др.), условных единицах измерения (балл, рубль, FLOPS, процент избирателей и др.), а также быть безразмерным (вероятность наступления ожидаемого события, и др.). В виде технических требований показатели входят в состав технического задания на разрабатываемую продукцию и технических условий.

## Общая характеристика показателей
Номенклатура показателей окончательно формируется на этапе проектирования продукции, так как здесь они закладываются в конструкцию. Далее, на этапе производства эти показатели находят своё воплощение. А на этапе эксплуатации (потребления) показатели становятся индивидуальной характеристикой продукции, выделяют её из других видов продукции (товара), составляют её потребительские свойства и, следовательно, делают привлекательной и конкурентоспособной. 

Стремление учесть как можно больше показателей в желании максимально полно охарактеризовать продукцию делает задачу проектирования практически нерешаемой. Важно выделять главные показатели, отражающие наиболее существенные потребительские свойства объекта. Также следует иметь в виду, что для определённых условий производства и эксплуатации существуют обязательные к учёту показатели. В основном это касается безопасности, когда минимально приемлемый уровень требований устанавливают нормативные документы федеральных органов исполнительной власти, осуществляющих контроль за качеством и безопасностью товаров, такие как Ростехнадзор, Роспотребнадзор и другие. Также, если продукция предназначается для реализации отдельным гражданам или каким-то образом может быть им продана, то она должна удовлетворять дополнительным требованиям, устанавливаемыми Законом Российской Федерации «О защите прав потребителей».
К показателям предъявляются следующие требования:
- монотонная связь с качеством при условии постоянства остальных показателей;
- простота определения, измерения и контроля;
- наглядность отображения свойств объекта или процесса;
- соответствие рассматриваемым свойствам;
- хорошая чувствительность к изменению этих свойств;
- устойчивость к случайным помехам.

## Классификация показателей

### По месту вжизненном цикле
- Прогнозируемые
- Проектные
- Производственные
- Эксплуатационные

### По потребительским свойствам
Для наглядности и удобства все показатели обычно делят на две группы, условно называемые «цена» и «качество». Первая группа объединяет экономические требования, вторая — технические. С другой стороны, при решении практических задач это облегчает использование методов оптимизации и выбор целевой функции.

#### Технические показатели
- Показатели назначения (функциональные требования). Характеризуют способность продукции эффективно выполнять свою функцию. Их можно разделить на следующие группы:
  - требования производительности. Включают показатели необходимой мощности, грузоподъемности, развиваемой скорости и другие, которые характеризуют выполняемую функцию;
  - требования эффективности. Характеризуют степень эффективности использования изделия по назначению, например, показатели энергетические (КПД, потери), кинематические (точность перемещения), силовые (стабильность нагрузки) и т. п.;
  - конструктивные требования. Характеризуют достоинства выбранной конструкции, например, масса и габариты;
- Показатели надёжности. Состоят из сочетаний следующих свойств:
  - безотказности;
  - долговечности;
  - ремонтопригодности;
  - сохраняемости;
- Показатели эргономичности. Характеризуют социальные свойства продукции как части человеко-машинной системы: сохранение здоровья людей посредством повышенного удобства эксплуатации (соответствие антропометрическим, социально-психологическим, психологическим, психолого-физиологическим и гигиеническим показателям), всестороннее развитие человеческой личности.
- Многофункциональность. Возможность применять изделие для выполнения различных работ и видов деятельности.
- Показатели безопасности. Характеризуют исключение возможных несчастных случаев при нормальной и неквалифицированной работе, при случайных действиях человека и воздействии внешней среды, в аварийных и экстремальных ситуациях, а также в процессе изготовлении изделия (на обычном и, особенно, опасном производстве). Виды безопасности: химическая, радиационная, механическая, электрическая, магнитная, электромагнитная, термическая, санитарно-гигиеническая, противопожарная;
- Экологические показатели. Характеризуют приспособленность изделия к сосуществованию с окружающей природой и средой обитания живых организмов, к обмену с ними энергией (например, отдача в окружающее пространство тепла), веществом (например, засорение среды продуктами износа, утечками смазочных масел) и сигналами (например, создание свиста, шума);
- Показатели эстетичности. Характеризуют проявление прекрасного во внешних образах изделия: информационная выразительность, рациональность формы, совершенство исполнения, стабильность товарного вида, целостность вида;
- Показатели утилизации. Характеризуют способы ликвидации изделия по завершении его эксплуатации во время демонтажа и собственно утилизации;
- Проектно-технологические показатели. Характеризуют эффективность технических решений. Включают следующие показатели:
  - уровни стандартизации, унификации и преемственности;
  - показатели технологичности. Характеризуют возможность выпуска изделия (изготовления и сборки с заданным уровнем качества) с наименьшими производственными затратами и в кратчайшие сроки;
  - показатели транспортабельности. Характеризуют свойство изделия с минимальными затратами перемещать его в пространстве (внутри производственных цехов, от производителя к продавцу и, далее, к потребителю), например, средняя продолжительность разгрузки партии продукции из вагона, максимально возможное использование ёмкости транспортного средства;
  - показатели сохранности. Характеризуют способность изделия не зависеть (быть защищенной) от неблагоприятных воздействий внешней среды (климатических, случайных или преднамеренных);
- Патентно-правовые показатели. Характеризуют патентную чистоту (степень использования технических решений, не попадающих под действие патентов РФ и стран предполагаемого экспорта) и патентную защиту продукции (степень защиты патентами РФ и стран предполагаемого экспорта).

#### Экономические показатели
- Прибыль производителя и продавца продукции;
- Себестоимость продукции, включающая затраты производителя, связанные с её выпуском, реализацией, последующим обслуживанием;
- Цена продукции. Различается на оптовую и розничную;
- Эксплуатационные расходы потребителя продукции. В общем случае складываются из следующих статей:
  - стоимость потребляемой энергии, количество и эффективность её использования (например, КПД продукции);
  - стоимость расходуемых материалов (например, смазка, элементы питания), запасных деталей и инструмента;
  - стоимость обслуживания: плата за обучение правилам эксплуатации изделия, обслуживающему персоналу, охране и т. п.;
  - стоимость ремонта и утилизации: оплата специалистов-ремонтников и гарантийных мастерских, демонтажа изделия и его вывоз на свалку или перерабатывающий завод;
  - различные отчисления: страховые, оплата налогов, плата за вредные выбросы и другие.

### По применению для оценки
- Базовые (абсолютные), имеющие физический смысл. Например, показатель мощности характеризуется мощностью Р;
- Относительные, например, рентабельность.

### По количеству характеризуемых свойств
- Единичные показатели, когда качество является функцией одного параметра. Например, показатель мощности Р;
- Комплексные (в том числе относительные) показатели, объединяющие ряд свойств, каждое из которых описывается своим параметром. Позволяют получить новые характеристики. Например, показатель удельной мощности, равный отношению мощности системы к её массе. Такой показатель формально является целевой функцией и позволяет сократить число первоначально рассматриваемых показателей (максимум мощности и минимум массы);
- Интегральные показатели, объединяющие ряд комплексных показателей.

### По возможности оценки
- Формализованные показатели. Имеют количественную оценку, выраженную неким численным значением;
- Неформализованные показатели. Имеют качественную оценку субъективного характера (например, максимум удобства, красоты). С целью повышения степени объективности таких показателей и возможности получения численной оценки широко применяют экспертные оценки.

## Методы измерения показателей качества
Субъективные:
- экспертный
- опросы
- органолептические

Объективные:
- регистрационные
- инструментальные